# گو کانیبایاشی
گو کانیبایاشی (ژاپنی: 上林 豪؛ زادهٔ ۱۸ اوت ۲۰۰۲) یک بازیکن فوتبال اهل ژاپن است.
از باشگاه‌هایی که در آن بازی کرده‌است می‌توان به باشگاه فوتبال سرزو اوساکا اشاره کرد.